# Preußische S 3
Die Dampflokomotiven der Gattung S 3 waren von Hanomag entwickelte Nassdampflokomotiven der Preußischen Staatseisenbahnen und wurden ab 1893 hergestellt.

## Konstruktion und Leistungsvermögen

Pr S3 Konstruktionszeichnung

Die S 3 war eine Nassdampf-Verbundlokomotive mit einem Hochdruck- und einem Niederdruckzylinder der Bauart 2’B n2v. Sie war eine Weiterentwicklung der S 2, von der auch der Kessel übernommen wurde. Da zum Zeitpunkt des Baues größere Drehscheiben von 16 m verfügbar waren, konnte der Achsstand gegenüber der S 2 verlängert werden, was zu besseren Laufeigenschaften führte.
Für die Beschaffung erstellte die Königlich Preußische Eisenbahnverwaltung (K.P.E.V.), also die Eisenbahnabteilung im Ministerium der öffentlichen Arbeiten, nach ausführlichen Beratungen mit allen Königlichen Eisenbahn-Direktionen Musterzeichnungen für die Lokomotive, Ihrer Baugruppen und Bauteile. Nach diesen Musterzeichnungen erstellte eine beauftragte Lokomotivfabrik einen Zeichnungssatz für die Fertigung. Nach diesem Zeichnungssatz wurden die Aufträge auch an anderen Lokomotivfabriken zu Serienlieferungen vergeben.
Die Lokomotiven waren mit Tendern der Bauarten pr 3 T 15, pr 2’2’ T 16, pr 2’2’ T 20 und pr 2’2’ T 21,5 ausgestattet.
Die Maschinen der Gattung S 3 konnten einen aus zehn Wagen gebildeten Schnellzug (entsprechend einem Zuggewicht von 320 t) in der Ebene mit 75 km/h befördern. Auf einer Steigung von zehn Promille wurden noch 150 t mit 50 km/h bewältigt.

## Verstärkte S3

Preußische S 5, Baujahr 1908

Ab 1900 wurden verschiedene Versionen einer Vierzylinder-Verbundlokomotive als Gattung S 5 der Bauart 2’B n4v gebaut, die größere Leistungen als die zuvor gebauten S3 und S4 zulassen sollten. Diese erfüllten jedoch nicht die Erwartungen. Um den Bedarf zu decken, wurde daher von der Stettiner Maschinenbau AG Vulcan die bewährte S 3 in einer verstärkten Ausführung gebaut, wobei ein größerer Kessel und größere Dampfzylinder verwendet wurden. Diese Lokomotiven wurden zunächst als verstärkte S 3 bezeichnet, ab 1911 als S 5.2. Acht Lokomotiven wurden versehentlich aber auch nach 1911 als S 3 geführt.
Von Vulcan und Schichau wurden zwischen 1905 und 1911 insgesamt 367 Maschinen dieses Typs an die Preußischen Staatseisenbahnen geliefert.

## Verbreitung
Die Preußischen Staatseisenbahnen beschafften bis 1904 insgesamt 1027 Lokomotiven dieses Typs, die bei fast allen Betriebswerken beheimatet waren. Sie war somit die meistgebaute deutsche Schnellzuglokomotive.
Weitere 40 Exemplare gingen an die Reichseisenbahnen in Elsaß-Lothringen (siehe Elsaß-Lothringische S 3) und sechs Stück mit modifiziertem Achsstand an die Oldenburgische Staatsbahn (siehe Oldenburgische S 3).

## Verbleib

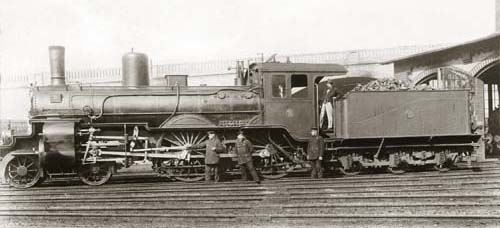
Lok „S3 Stettin 9“ (BMAG 2374/1897) um 1905 im Bahnbetriebswerk Berlin-Gesundbrunnen

Nach dem Ersten Weltkrieg sind über 100 Maschinen bei den Polnischen und Litauischen Staatsbahnen verblieben, wo sie zum Teil bis in die 1940er Jahre im Einsatz waren.
Sie wurden im Zweiten Weltkrieg teilweise als 13 010, 301, 302, 305–337, 339 und 340 in den Bestand der Reichsbahn eingeordnet. Einige dieser Lokomotiven waren bis 1955 im Bestand der DR und wurden dann erst an Polen zurückgegeben. Die im Westen verbliebene 13 021 stand 1950 noch im Bestand der DB, wurde aber z-gestellt verschrottet.
Nach dem Umzeichnungsplan für Dampflokomotiven von 1923 wurden 451 S 3 der Preußischen Staatsbahn als 13 008–458 von der Deutschen Reichsbahn übernommen. Davon blieben 1925 nur noch 27 als Baureihe 13.0 mit den Betriebsnummern 13 002–028 übrig. Die 13 001 war keine S 3, sondern eine auf Verbundwirkung umgebaute Preußische S 2 Bauart Erfurt. Die Maschinen wurden bis 1927 ausgemustert.
Die von der Oldenburgischen Staatsbahn übernommenen Loks bekamen 1925 die Betriebsnummern 13 1801–1806, wurden aber bereits ein Jahr später ausgemustert.